# Nuncq-Hautecôte
Nuncq-Hautecôte là một xã trong tỉnh Pas-de-Calais, vùng Hauts-de-France, Pháp.

## Địa lý
Nuncq-Hautecôte có cự ly 27 dặm (43 km) phía tây Arras, tại giao lộ của các tuyến đường D109, D111, D104 và D916.

## Dân số
| 1962                                                              | 1968 | 1975 | 1982 | 1990 | 1999 | 2006 |
| ----------------------------------------------------------------- | ---- | ---- | ---- | ---- | ---- | ---- |
| 350                                                               | 358  | 362  | 322  | 406  | 402  | 393  |
| Số liệu điều tra dân số tính từ năm 1962, dân số chỉ tính một lần |      |      |      |      |      |      |

## Địa điểm nổi bật
- Nhà thờ St.Michel, thế kỷ 17.